# 高麗航空
高麗航空（コリョこうくう、朝: 고려항공、英: Air Koryo）は、朝鮮民主主義人民共和国（北朝鮮）の国有企業で、同国唯一の航空会社およびフラッグ・キャリアである。平壌国際空港を拠点に運航している。国際航空運送協会 (IATA) に加盟しており、IATA航空会社コードはJS。

## 概要
1955年設立の旧・朝鮮民航（조선민항）の運航部門を1993年に分離し、現名称に変更した。平壌国際空港をハブ空港とし、中華人民共和国・ロシアへの国際線と国内線を運航する。2016年現在10機あまりを保有し、国際線は4機の旅客機で北京、瀋陽、成都、咸陽、マカオ、ウラジオストクへの国際定期航路を運航している。
航空会社コードの「JS」は、朝鮮民航の名残で、「朝鮮」を朝鮮語で読んだ「チョソン (Jo-Sŏn)」の頭文字に由来している。コーポレートカラーは朝鮮民主主義人民共和国の国旗と同じ赤色を基調とし、一部空を形容した水色を使用する。2013年頃までは客室乗務員制服のジャケット・スカートも赤色であった。
機体の塗装は、朝鮮民航のころとほとんど変わっていないが、当初は、垂直尾翼には国旗ではなく、朝鮮半島の形に似せた水色のコウノトリを赤い丸で囲んだロゴマークを描いていた。現在は、朝鮮民航時代と同様、垂直尾翼には国旗を描いており、コウノトリのロゴマークは機体前方へと移動している。2014年頃までに変更された客室乗務員制服のジャケットにもロゴマークが入っている。
本社事務所は平壌中心部、平壌駅から北へ約2kmのヘルスセンター蒼光院の前にある。
2015年頃から経営多角化に乗り出し、同年にタクシー部門を立ち上げたのに続き、2016年にはソフトドリンクの製造・販売を開始。2017年にはガソリン小売にも進出している。

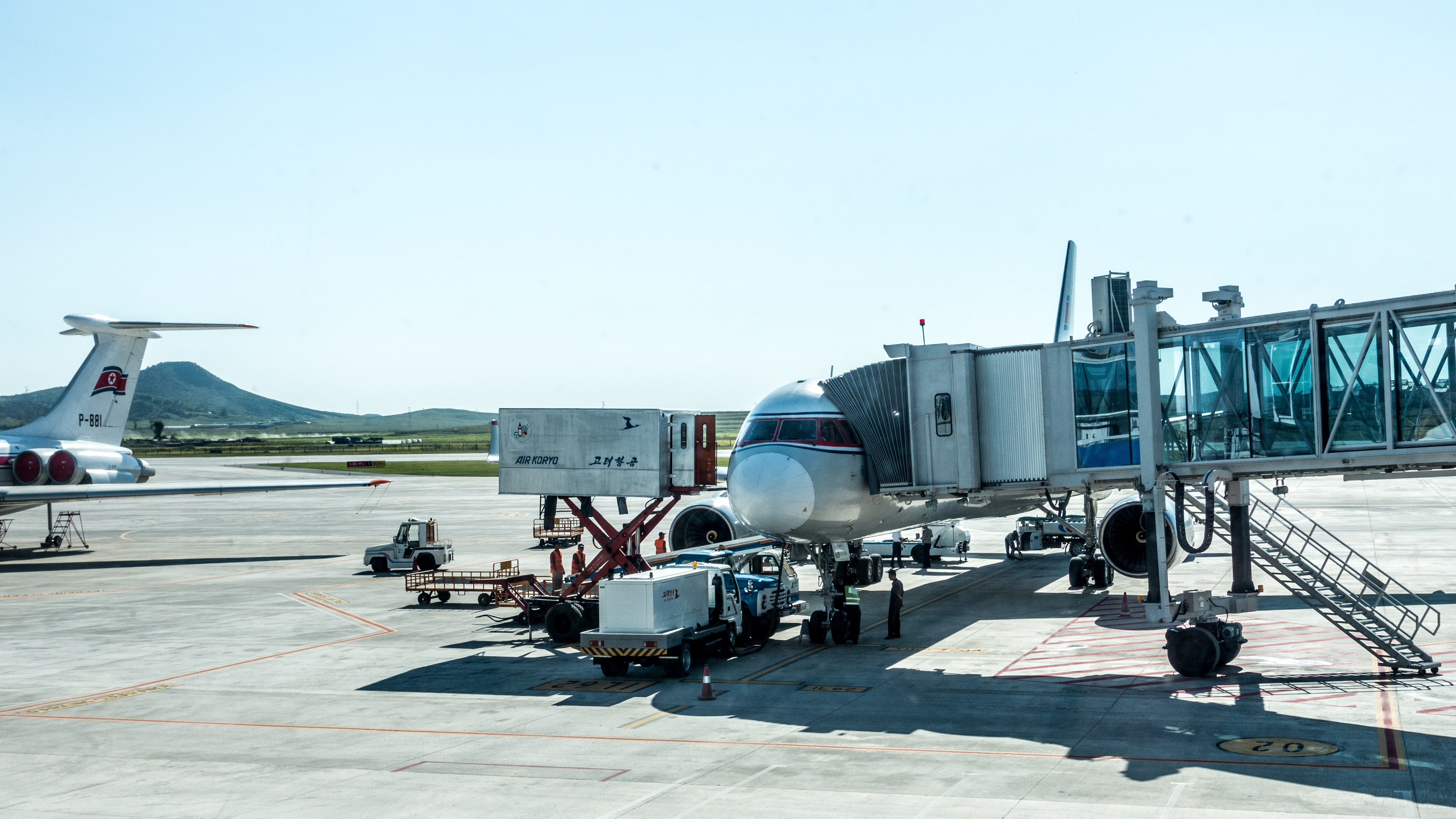
平壌国際空港におけるTu-204型機
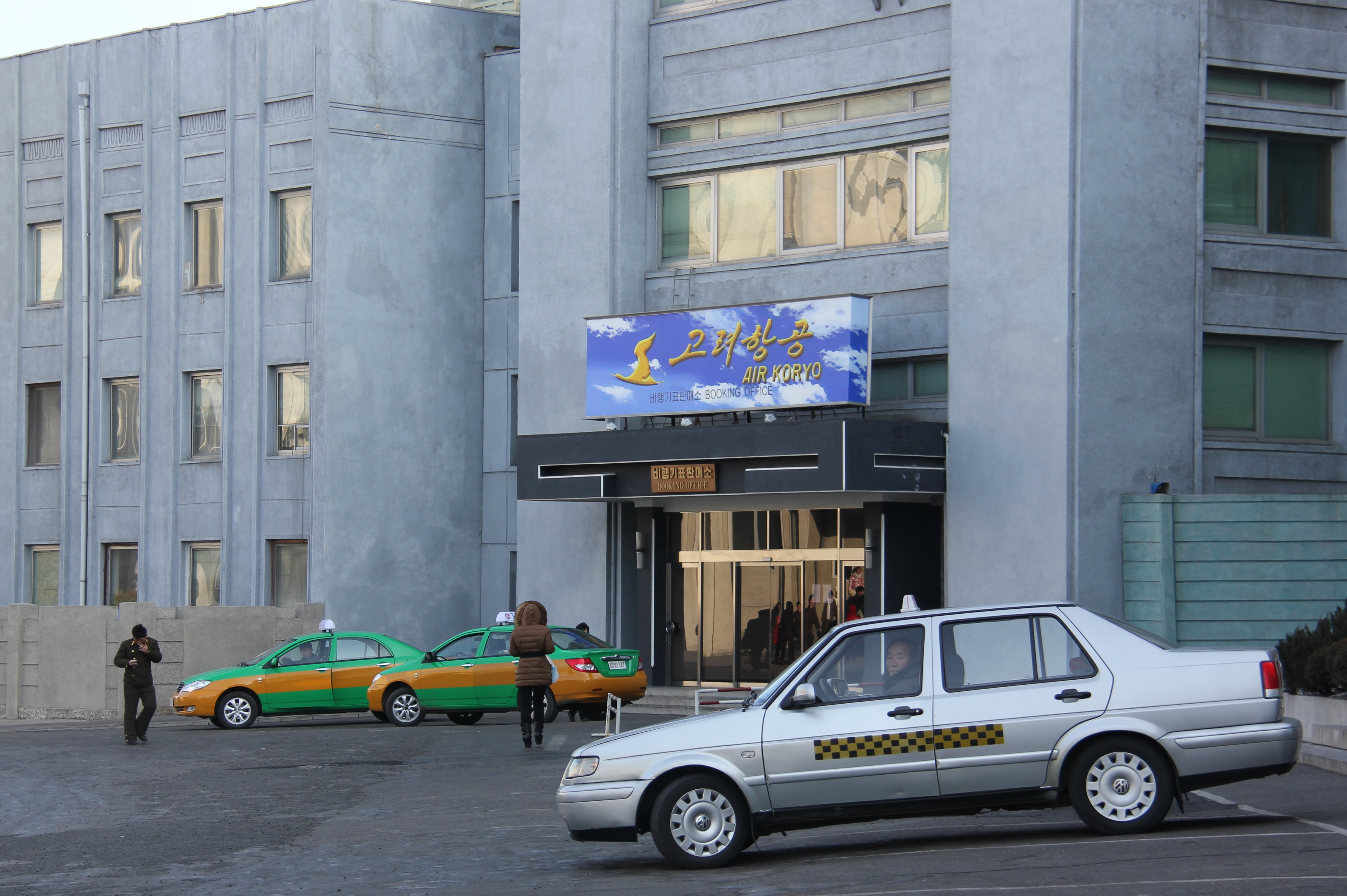
本社事務所（2014年）
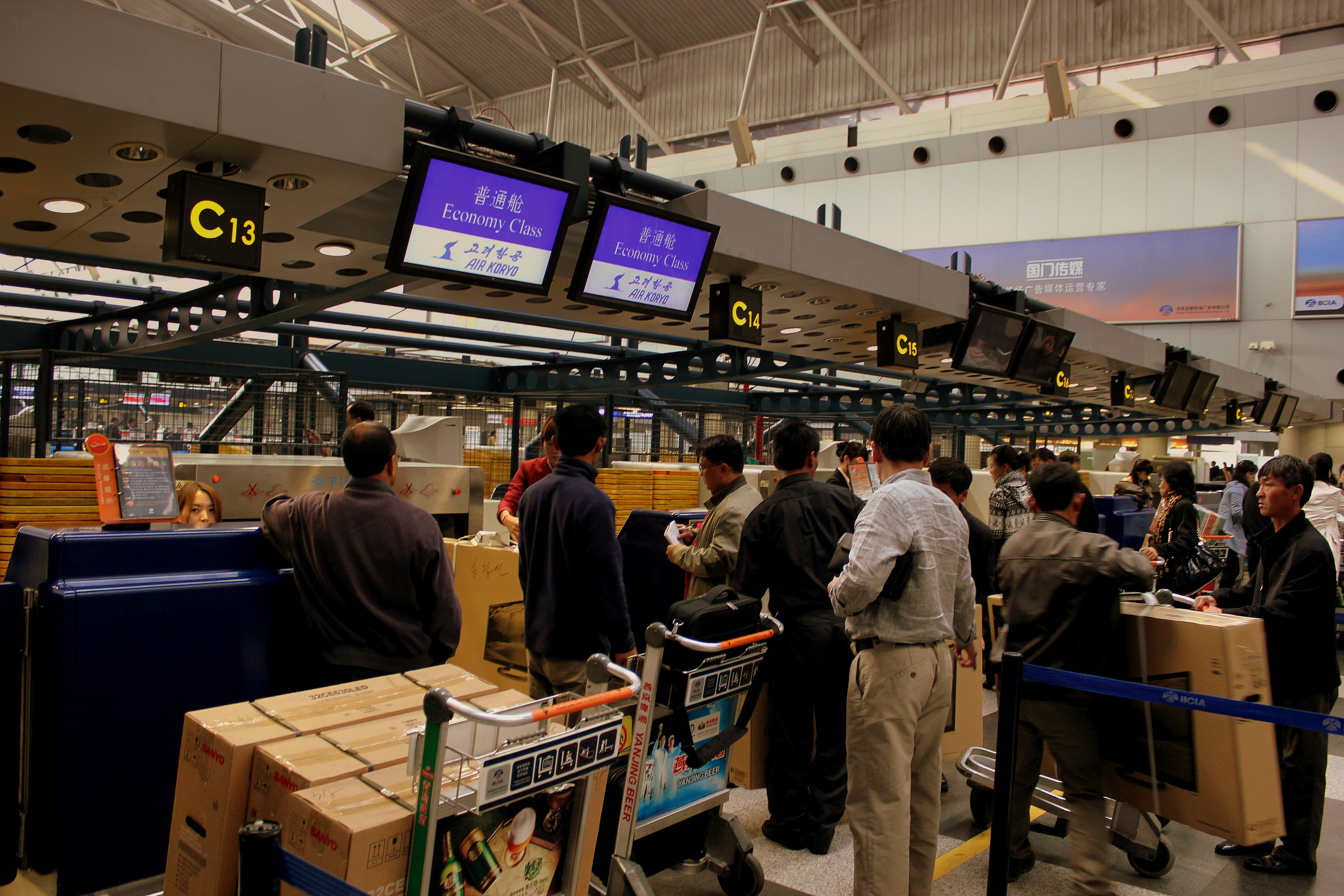
主力の北京線平壌行きチェックインの様子（2012年）
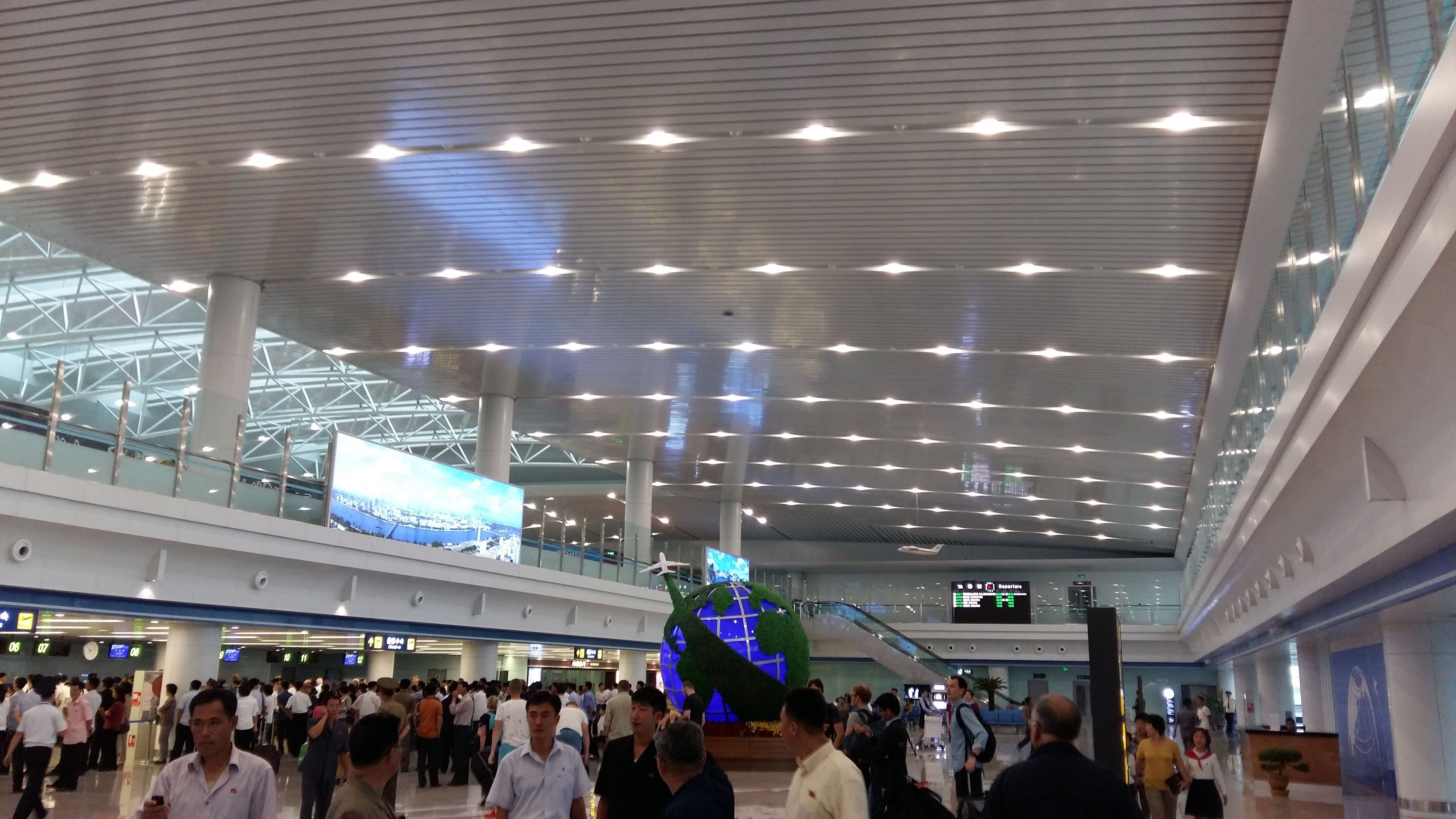
平壌国際空港旅客ターミナル
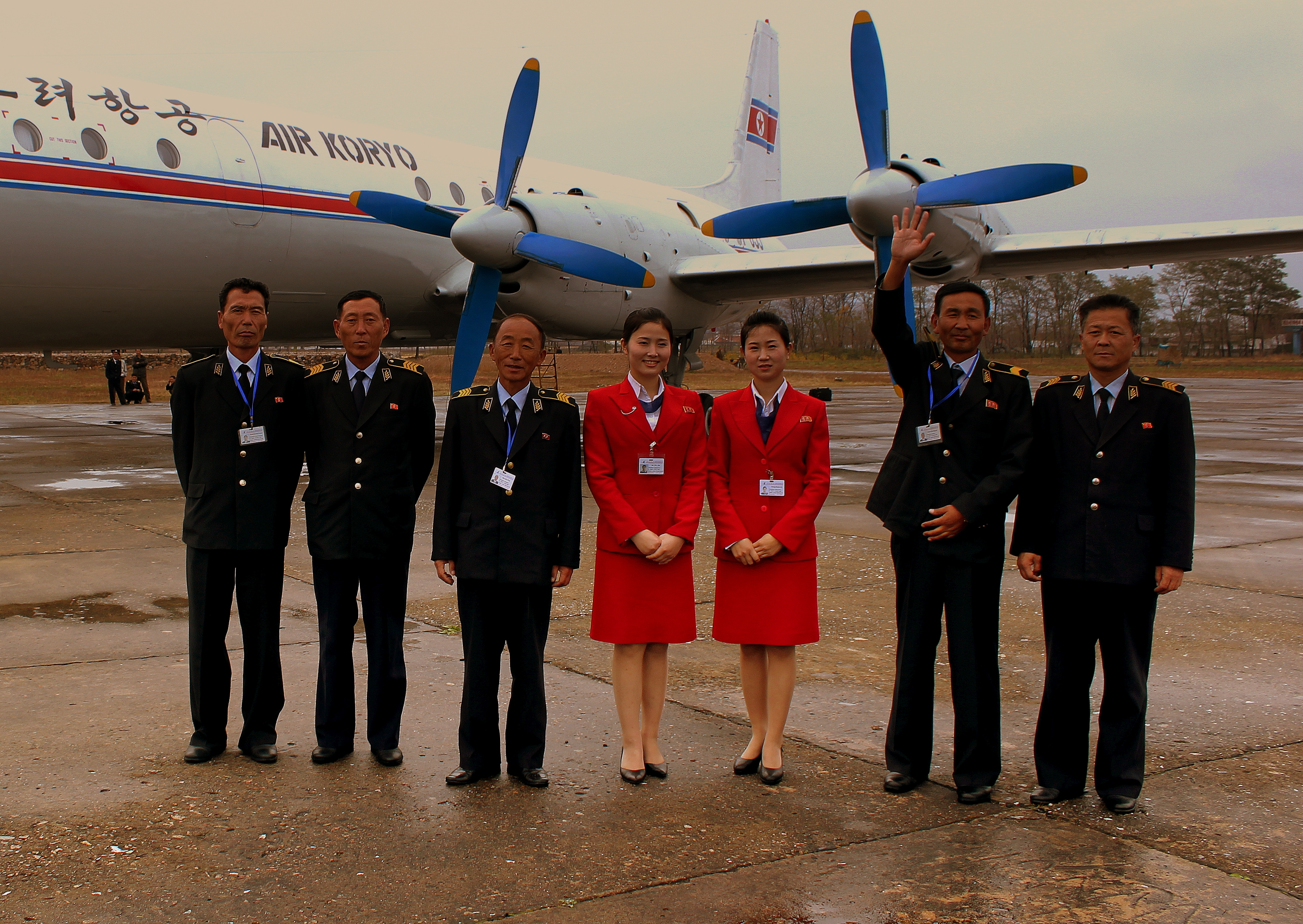
乗務員（2012年）
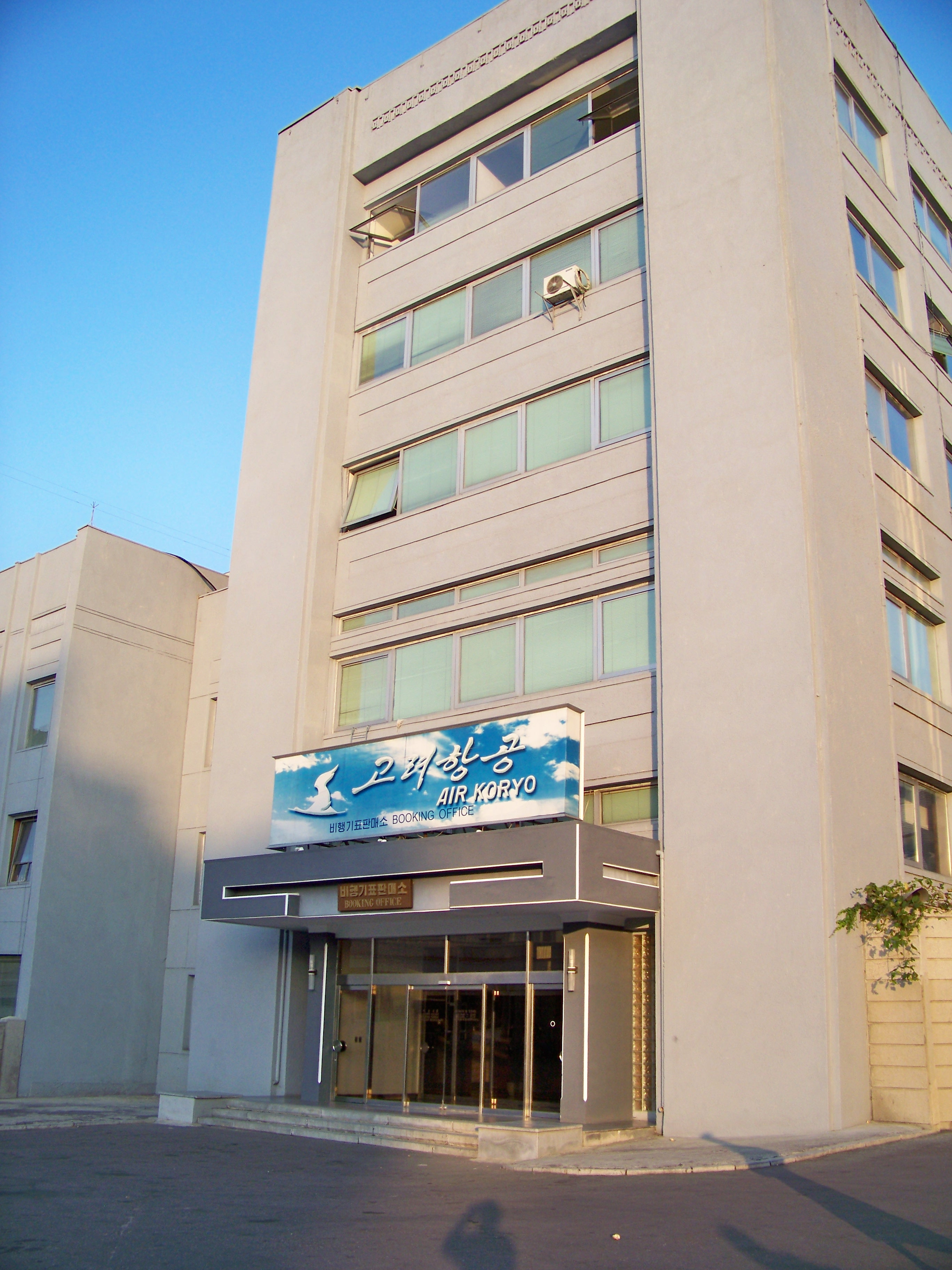
高麗航空予約事務所（2009年）
朝鮮民航時代のロゴ

## 歴史

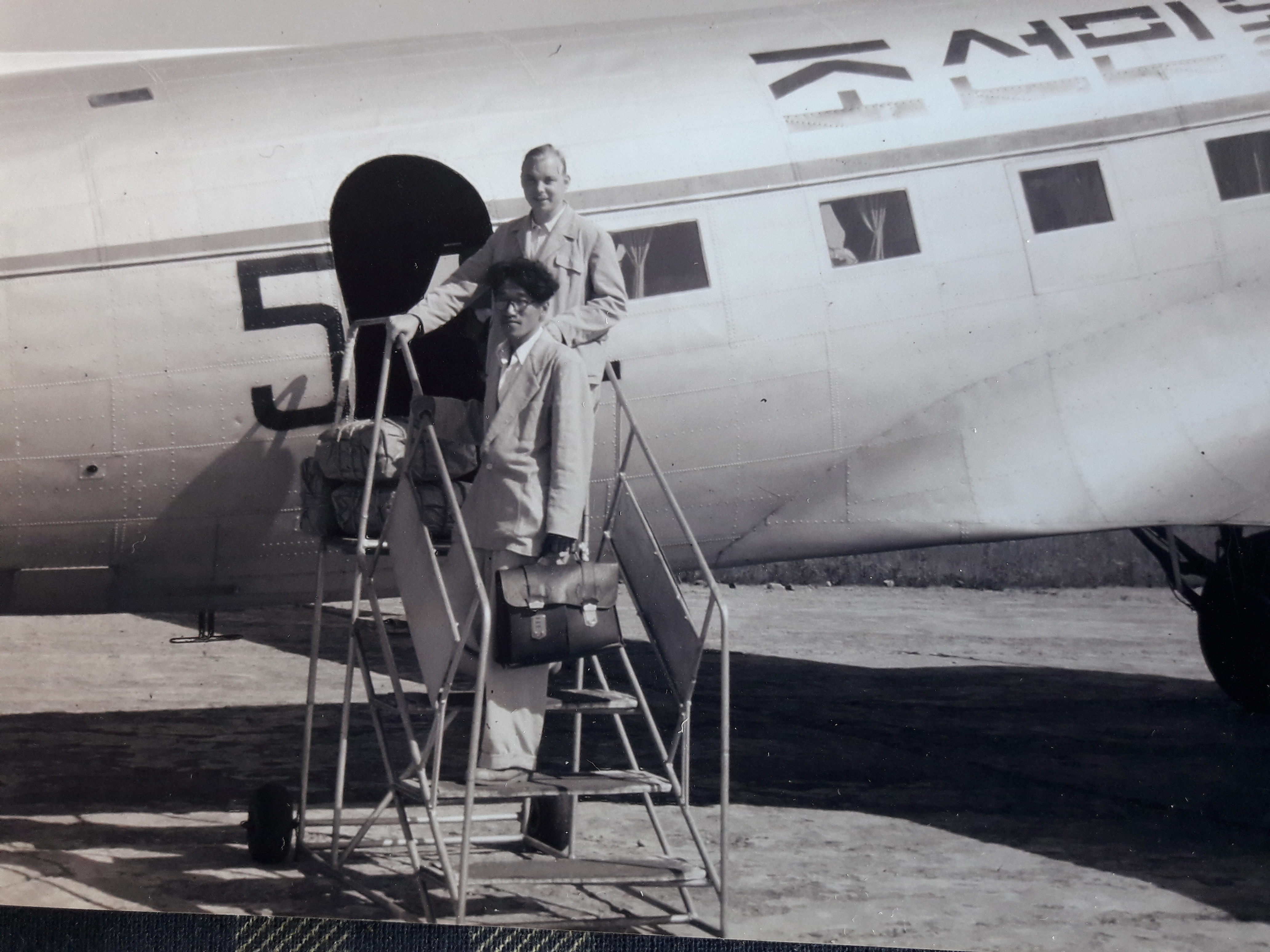
東ドイツの咸興市再建団（DAH）のメンバーを乗せた朝鮮民航の飛行機（1958年）

朝鮮民主主義人民共和国における航空事業は、旧ソビエト連邦合弁による「SOKAO」が独立後の1950年から行っていたが、朝鮮戦争により運航休止を余儀なくされた。朝鮮戦争休戦後の1954年に「朝鮮民航（Choson-Minhang、Korean Airways）」（CAAK）が設立され、1955年9月21日から運航を開始した。朝鮮民航は、他の社会主義国においても見られた民間航空会社と民間航空行政が一体化した組織であった。当初はLi-2やAn-2、そしてIl-12といった旧ソ連製双発レシプロ機を運航しており、1960年代になってIl-14やIl-18といったターボプロップ機が導入された。
近代化は大変遅く、最初のジェット機であるTu-154が導入されたのは1975年のことであり、この際に平壌とプラハ・東ベルリン・モスクワ線を開設した。Tu-154が中距離航空機であったため、途中イルクーツクとノボシビルスクを経由していた。こうした状況は長距離機材のIl-62が導入された1982年には解消し、そのときにはソフィア線も開設された。また、国際航空運送協会に加盟したのは1977年のことであった。
朝鮮民航の国際路線は東西冷戦終結とその後の財政難により、旧東側諸国への路線も大きく縮小した。1993年、金日成主席によって航空行政部門と航空営業部門が分離され、後者が「高麗航空」と名称を変更し現在に至る。なお、外形上は会社の形態をとっているが、現在も国営企業である。

### EU域内乗り入れ禁止
高麗航空は以下の理由により、欧州連合（EU）諸国内の運航、航行禁止処置が取られている。当初、2006年3月から全面運航禁止だったが、2010年3月にEUはツポレフTu-204のみの運航を認めると発表した。
- フランスとドイツにおける抜き打ち検査（“ramp inspections”）において、高麗航空の一部に重大な安全性の欠如の証拠が得られた。これらの欠如は、SAFAプログラムにおいても確認されている。（DGAC/F 2000-2010）
- その後のSAFAプログラムによる抜き打ち検査においても、フランスによって報告された上記の問題が解決されていなかった。（DGAC/F-2000-895）
- フランスによって報告されたこれらの事態は、高麗航空の安全性の欠如を示している。そして、それを是正する能力が無いことも示している。
- フランス当局側の要請にすぐに応える様子がないことから、高麗航空の透明性・連絡体制の欠如が示された。
- 高麗航空側からフランス当局に提示された是正計画は、深刻な安全性の欠如を是正するには不適切かつ不十分なものであった。
- 朝鮮民主主義人民共和国の民間航空行政当局は、高麗航空に対して適切な監督をしていない。これはシカゴ条約にも違反している。
- 以上の事実および一般的な基準[13]から、欧州委員会は高麗航空が安全基準を満たしていないと判断した[14]。

### 中華人民共和国政府の対応
2012年12月12日、中華人民共和国政府は自国に離着陸する航空機の安全管理を大幅に強化する方針を固め、航空機衝突警報装置など、ICAO（国際民間航空機関）の安全基準に達しない朝鮮民主主義人民共和国の航空機に対し、中華人民共和国国内の空港への離着陸を禁止する旨を発表した。基準をクリアした航空機は、現在ツポレフ Tu-204しか保有しておらず、資金が不足する朝鮮民主主義人民共和国当局が外国の航空会社に対し、ICAOの基準に達する航空機のリースを問い合わせているが、リースが決定したとみられるのは、アントノフ An-148が1機  のみで、高麗航空による対応の遅さにより、中華人民共和国と朝鮮民主主義人民共和国の航空交流が事実上中断する危機を迎えている。

### COVID-19対策の国境封鎖に伴う休航
新型コロナウイルス感染症対策で2020年1月末より北朝鮮政府が国境を全面封鎖したことに伴い、高麗航空も同年2月に北京 - 平壌線、3月にはウラジオストク - 平壌線の運航を休止し、全面停止となった。結局定期路線の運行停止は約3年半に及んだが、2023年8月22日に平壌 - 北京間の路線の運行が再開した。

## 保有機材

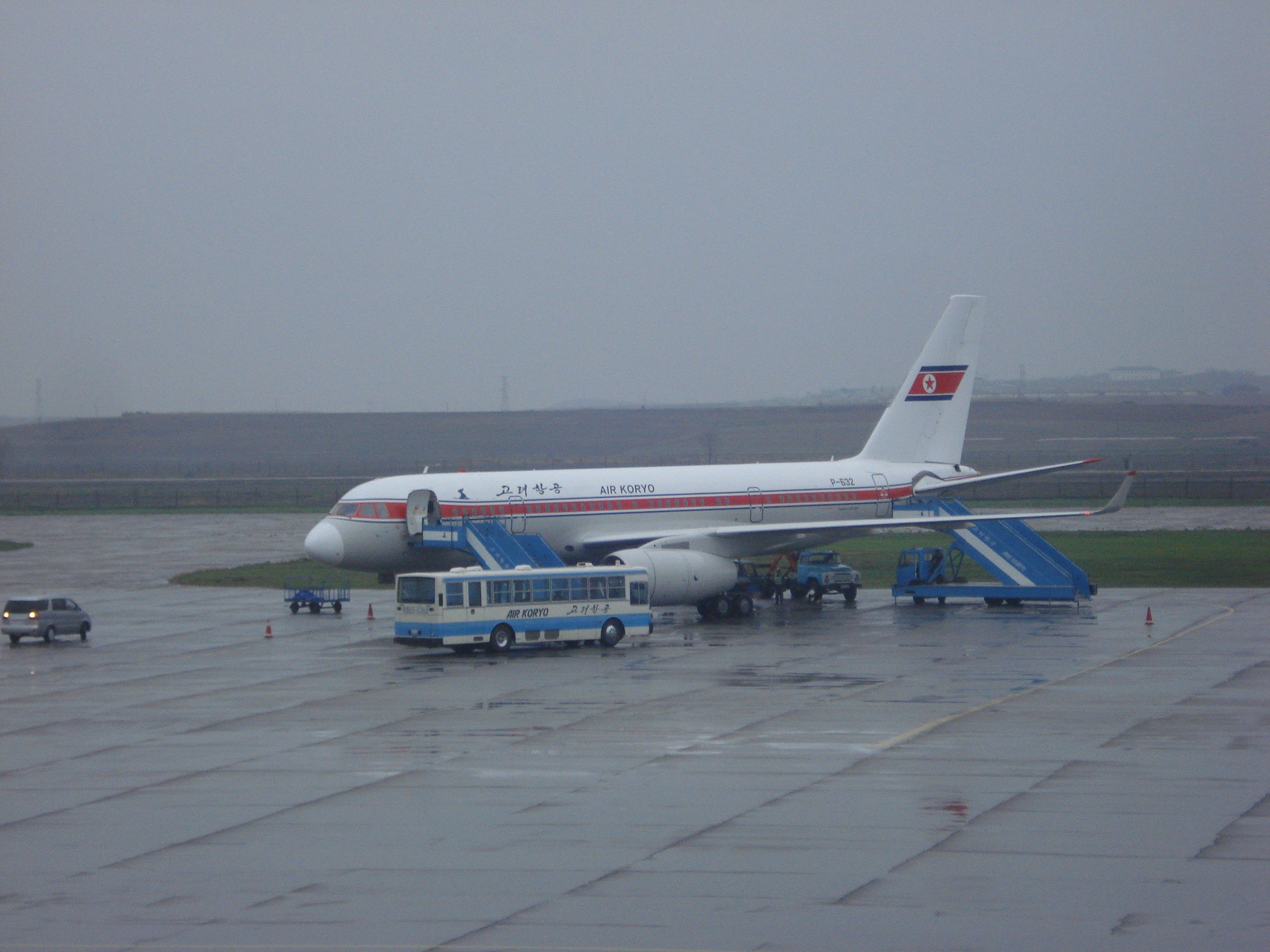
Tu-204-300

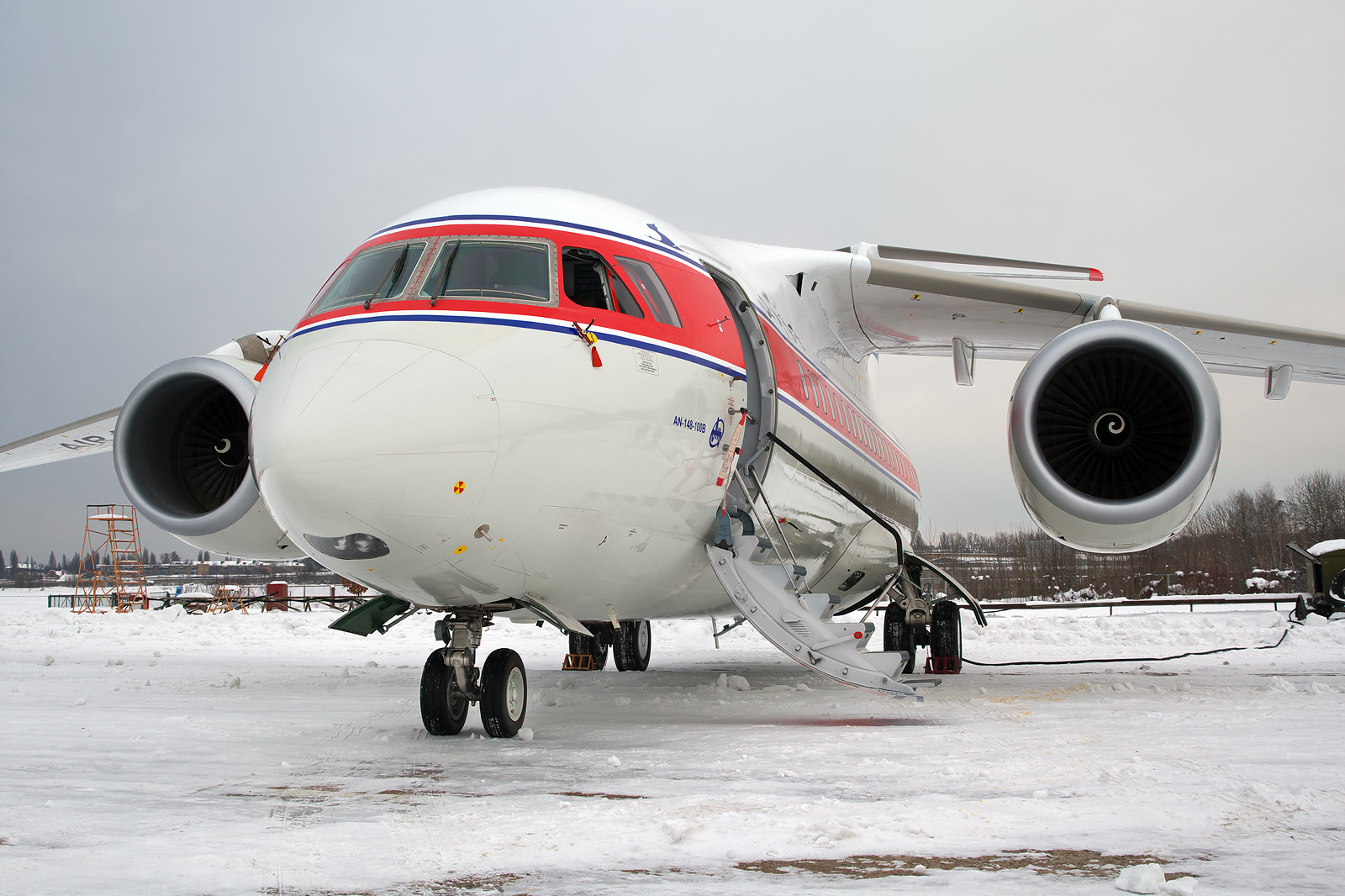
An-148

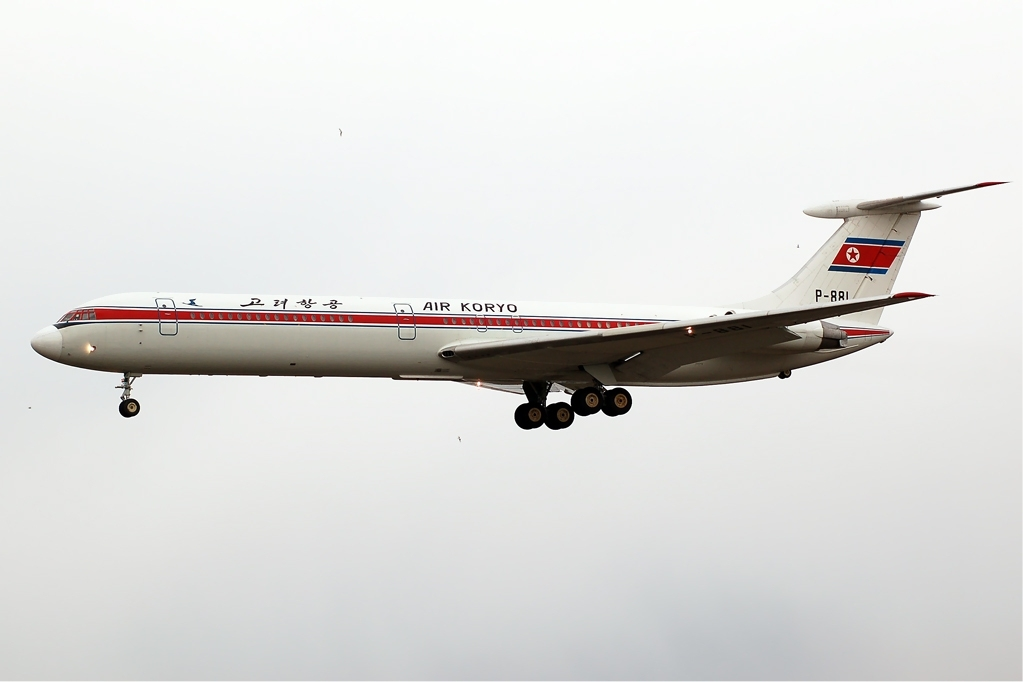
Il-62M（P-881）

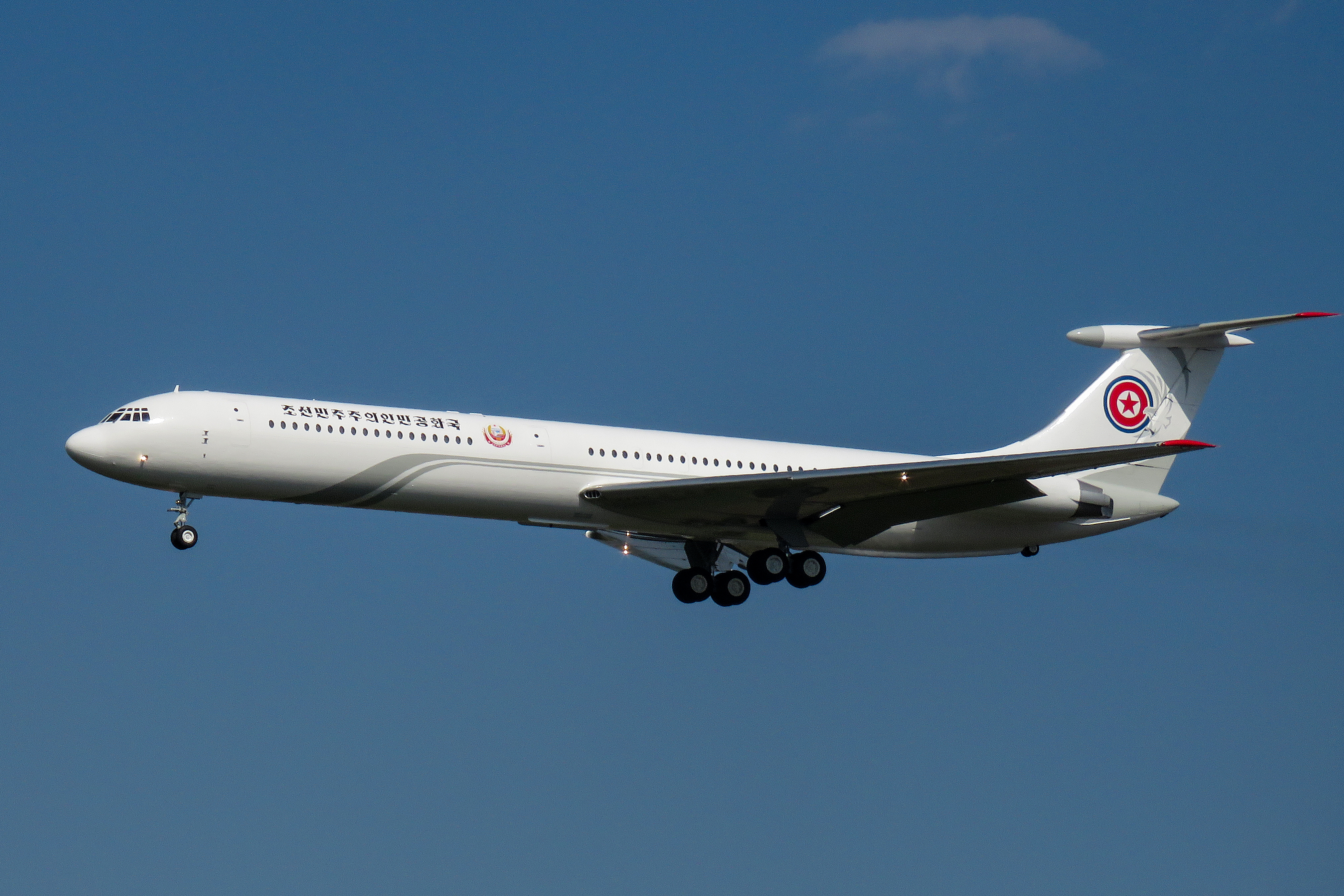
Il-62M（北朝鮮政府専用機）

アジア諸国のフラッグキャリアの中で、唯一西側諸国製の航空機材を運用したことが一度もない航空会社である。2017年時点でも、政治的・財政的な事情でボーイングやエアバス、エンブラエルやボンバルディアなどの機体は導入されていない。また、これまでにワイドボディ機の導入もない。
2000年代後半に至るまで、ソ連製のツポレフTu-154やイリューシンIl-62、ツポレフTu-134など、いずれも1960年代から1970年代に開発された旧式の機体で占められていた。
2000年代以降はロシア製の新造機、ツポレフTu-204とウクライナ製のアントノフ An-148が導入された。2016年時点で、国際線の運用稼働機はこの2機種4機のみである。
なお、同国の民間航空機に割り当てられた機体記号は“P”だが、同国には他に民間航空会社がないため、この機体記号を持つのも高麗航空のみである。
| 機材        | 機体記号       | 製造番号      | 座席数   | 受領年月 | 備考                                                  |
| ----------- | -------------- | ------------- | -------- | -------- | ----------------------------------------------------- |
| An-24B      | P-537          | 67302408      | Y52      | 1966/01  |                                                       |
| An-24RV     | P-532          | 47309707      | Y52      | 1974/01  |                                                       |
| An-24RV     | P-533          | 47309708      | Y52      | 1974/01  |                                                       |
| Il-18D      | P-835          | 188011205     | 不明     | 1969/03  |                                                       |
| Il-62M      | P-881          | 3647853       | C12/Y178 | 1979/01  |                                                       |
| Il-62M      | P-885          | 3933913       | 不明     | 1979/01  | 政府専用機、特別塗装 2018年米朝シンガポール会談で運航 |
| Il-62M      | P-618 or P-883 | 2546624       | 不明     | 1985/01  | 政府専用機､特別塗装?                                  |
| Il-62M      | P-882          | 2850236       | 不明     | 1988/01  | 政府専用機?､特別塗装?                                 |
| Il-76MD     | P-912          | 1003403104    | 貨物機   | 1990/01  |                                                       |
| Il-76MD     | P-914          | 1003404146    | 貨物機   | 1990/01  | 政府専用帯同機 2018年米朝シンガポール会談で運航       |
| Tu-154B     | P-552          | 76A143        | C16/Y136 | 1975/01  |                                                       |
| Tu-154B-2   | P-561          | 83A573        | C16/Y136 | 1983/01  |                                                       |
| Tu-134B-3   | P-813          | 66215         | Y76      | 1984/01  |                                                       |
| Tu-134B-3   | P-814          | 66368         | Y76      | 1984/01  |                                                       |
| Tu-204-300  | P-632          | 1450742364012 | C12/Y164 | 2007/12  | イリューシン・ファイナンスからのリース                |
| Tu-204-100B | P-633          | 1450741964048 | C8/Y134  | 2010/03  | イリューシン・ファイナンスからのリース                |
| An-148-100B | P-671          | 03-08/03-08   | C8/Y62   | 2013/02  | イリューシン・ファイナンスからのリース                |
| An-148-100B | P-672          | 04-02/04-02   | C8/Y62   | 2015/03  | イリューシン・ファイナンスからのリース                |

### イリューシン
- Il-18D 2機[24]
確認されている機体番号:P-835

Il-76MD 1機（1990年導入、貨物専用機）
- 確認されている機体番号:P-912

Il-62M 4機（1979-2012年導入）
- 確認されている機体番号:P-881,882,885,618（P-618は政府専用機）

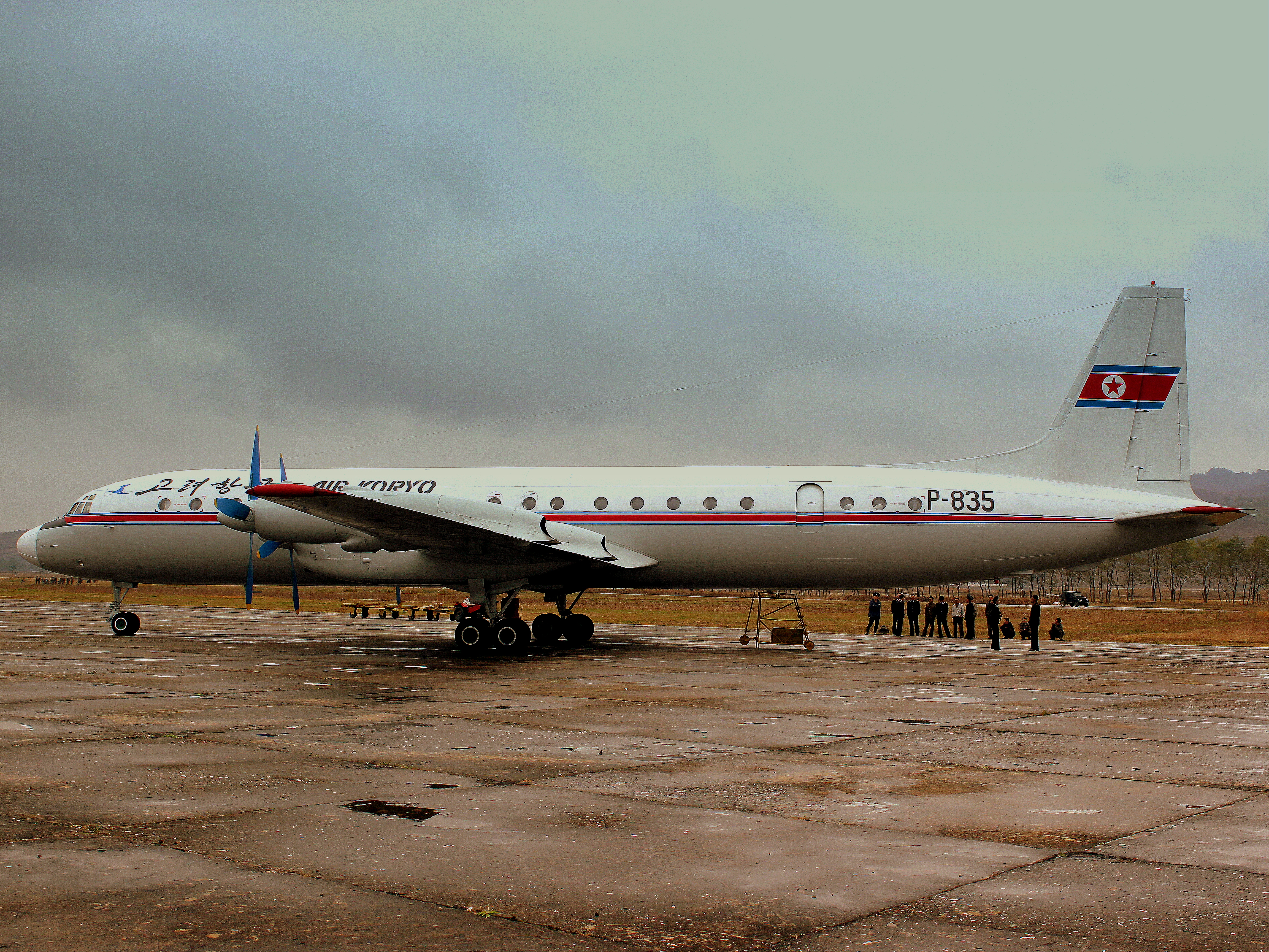
Il-18D（P-835、2012年）
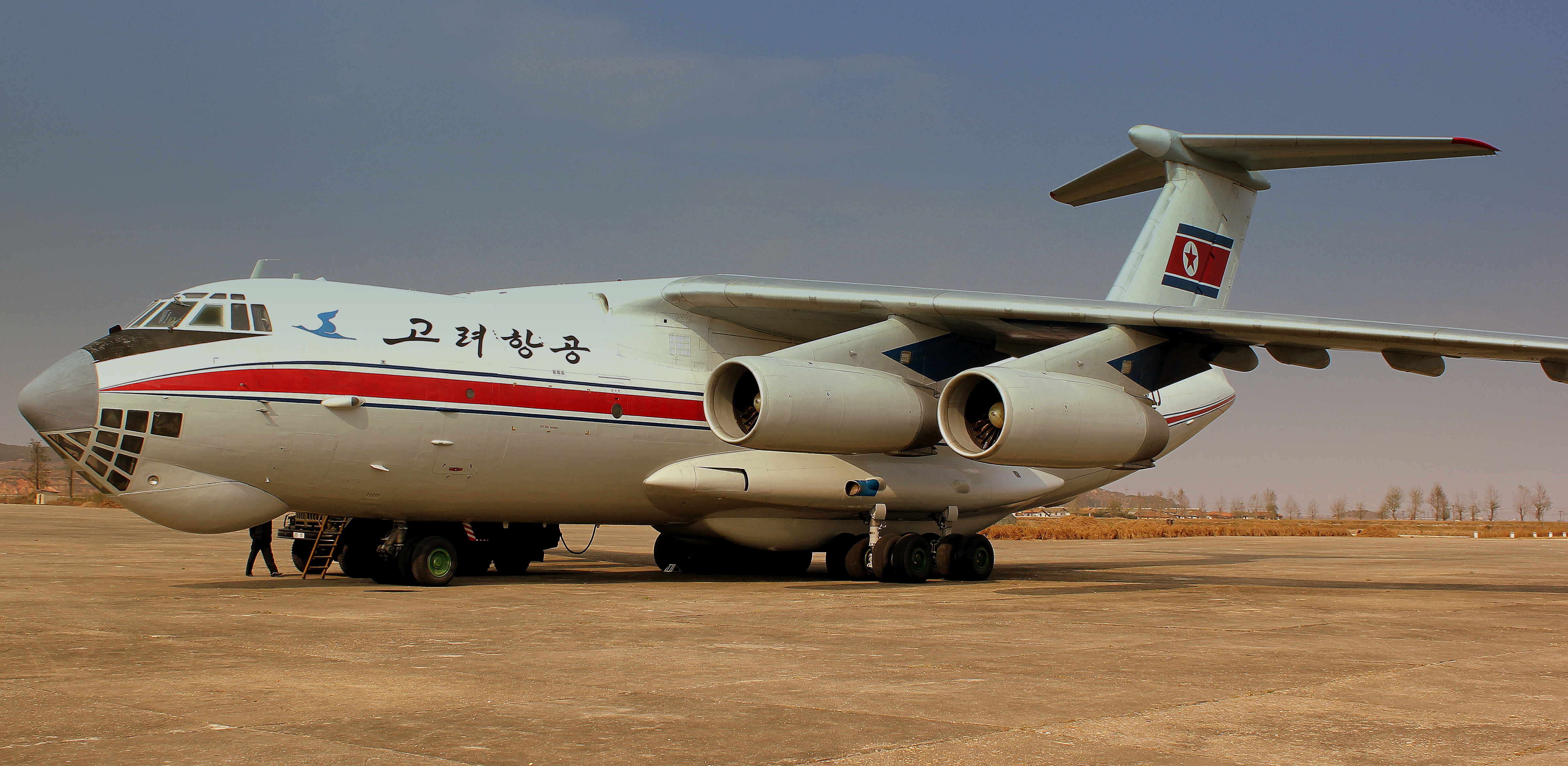
Il-76（P-912、2012年）

### ツポレフ
- Tu-204 2機（2007年12月27日にP-632を、2010年3月4日にP-633をイリューシン・ファイナンスからのリース機で受領）平壌から北京への路線に投入されている[25]。瀋陽への路線に投入する見通しもある。なお、P-632はTu-204-300、P-633はやや胴体の長いTu-204-100である。P-632の製造は1993年で、以前はヴヌーコヴォ航空で使用されていた[26]。
確認されている機体番号：P-632,633

- Tu-154B 2機（1975-77年導入）
確認されている機体番号:P-551,553

### アントノフ
An-148-100 2機（イリューシン・ファイナンスによるリース機と見られる）（高麗航空An-148/P-671 運航記録）
確認されている機体番号:P-671,672
（参照：CH-Aviation）
An-24B 2機　（1966年導入）
An-24RV 3機　（1974年導入）
確認されている機体番号:P-532,533

### その他
- 順安空港には複数の「保管中」の機体があるとされており、Google Earth上でも確認できる。なお、以前から日曜日には全くフライトが無く、全保有機が順安空港で1日中駐機している。
- 金正日専用機「216号」も所有していると思われる（2000年前後にヨーロッパ各国の空港で確認されたイリューシンIl-62M（P-618）であると推測されている）。
- 金正恩専用機 - 「チャムメ1号」という名称の物で、機材はIl-62M（P-885[21]ほか）（他にも同塗装機はあるとみられ、2018年冬季五輪以降同じ塗装機が複数回確認されているが機体番号外装未記載のためどの機材かは外観からは判別不能）。
- 近年、機体の新塗装への移行が進んでいる。

## 運航路線
| 国             | 都市           | 空港                   | 備考                                                       |
| 北朝鮮         | 平壌市         | 平壌国際空港           | 本拠地                                                     |
| 北朝鮮         | 咸興市         | 宣徳飛行場             |                                                            |
| 北朝鮮         | 清津市         | 漁郎飛行場             | 不定期                                                     |
| 北朝鮮         | 三池淵市       | 三池淵飛行場           |                                                            |
| 北朝鮮         | 開城特別市     | 開城空港               | 不定期                                                     |
| 北朝鮮         | 江界市         | 江界空港               | 不定期                                                     |
| 北朝鮮         | 吉州郡         | 吉州空港               | 不定期                                                     |
| 北朝鮮         | 南浦特別市     | 南浦空港               | 不定期                                                     |
| 北朝鮮         | 新義州市       | 義州飛行場             | 不定期                                                     |
| 北朝鮮         | 元山市         | 葛麻飛行場             |                                                            |
| 北朝鮮         | 海州市         | 海州飛行場             | 不定期                                                     |
| 中華人民共和国 | 北京市         | 北京首都国際空港       | 週3便                                                      |
| 中華人民共和国 | 瀋陽市         | 瀋陽桃仙国際空港       | 週2便                                                      |
| 中華人民共和国 | 成都市         | 成都双流国際空港       | 不定期                                                     |
| 中華人民共和国 | 咸陽市         | 西安咸陽国際空港       | 不定期                                                     |
| ロシア         | ウラジオストク | ウラジオストク国際空港 | 週3便（2025年時点）                                        |
| マカオ         | マカオ         | マカオ国際空港         | 2019年8月2日から週2便運航再開同年冬ダイヤより週3便運航予定 |

国際定期便は、全て平壌国際空港（通称・順安空港）発着。
かつてはソフィア（モスクワ経由）、ベルリン（モスクワ経由）などにも定期便を運航していた。なお、他社とのコードシェア運航などは行われていない。
2018年の米朝首脳会談以降、中国人観光客らの需要が増加してきていて中国との路線開設の動きがあり、7月に平壌-西安に新規就航、6月28日から10月の期間中週2便で平壌-成都にチャーター便を運航する計画と中国メディアが報じている。

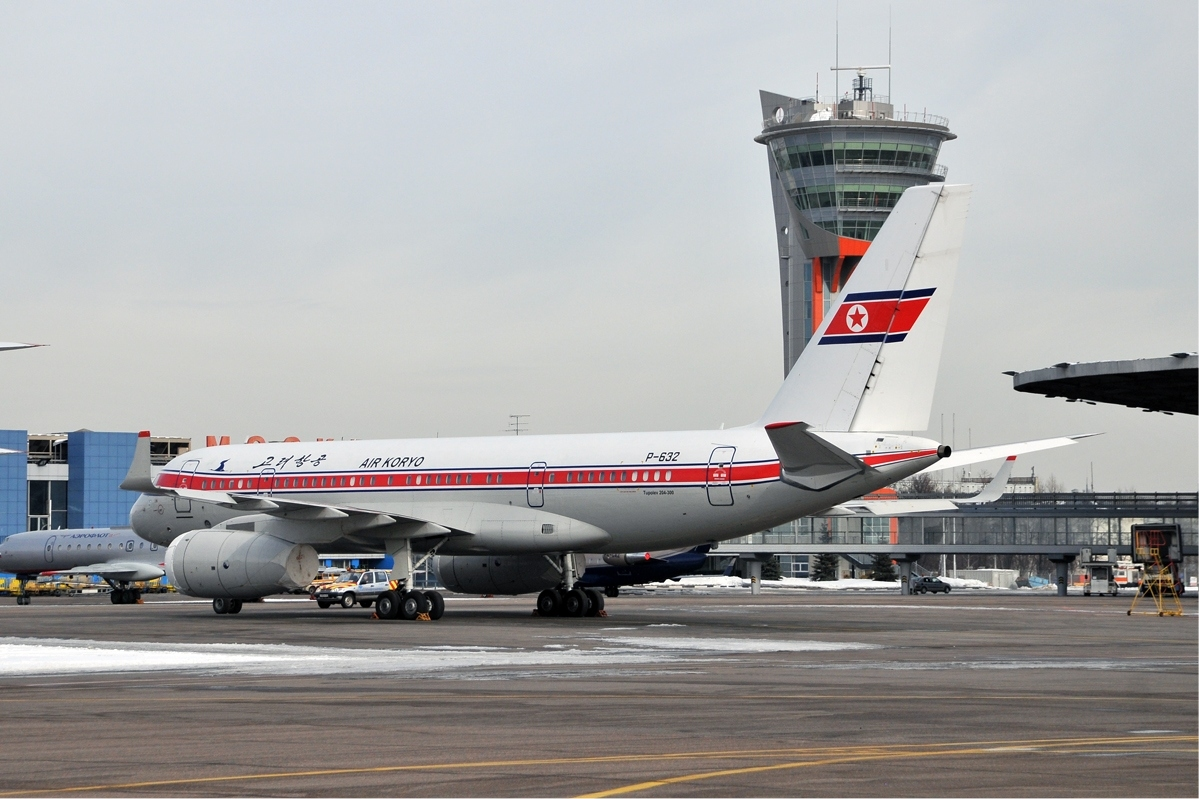
モスクワ・シェレメーチエヴォ国際空港のTu-204-300（2011年）
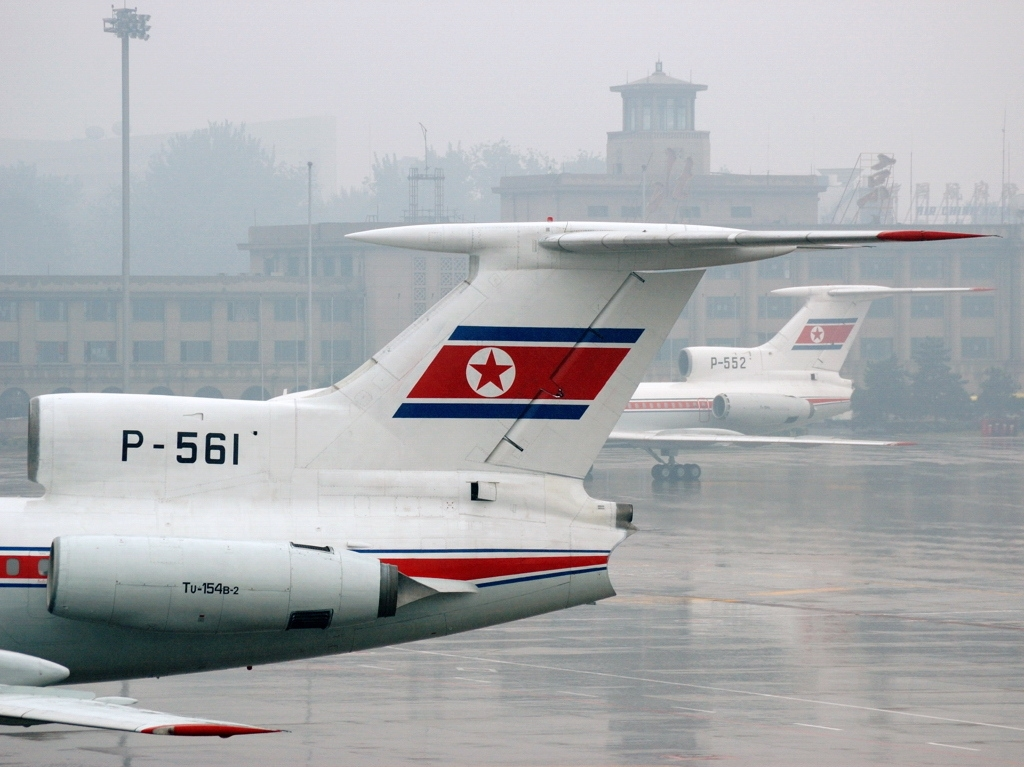
北京首都国際空港のTu-154B-2（2009年）
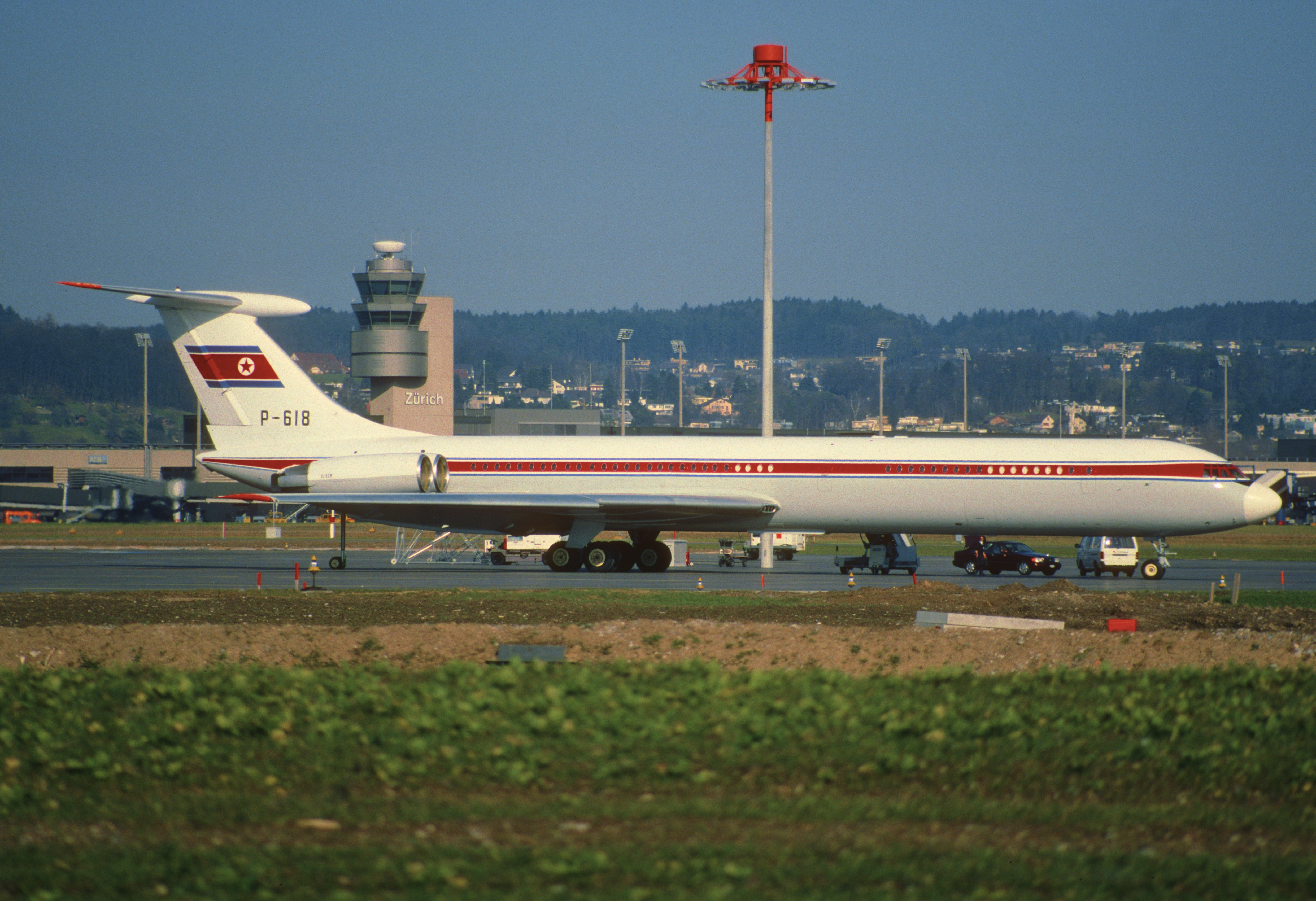
チューリッヒ空港のIL-62M（2000年）

### 過去のチャーター運航
大韓民国へもソウルをはじめ、必要に応じてチャーター便が運航される。2002年に開催された釜山アジア大会および翌2003年に大邱で開催されたユニバーシアードに来訪し、話題となったいわゆる“美女応援団”の往来に際しても、この高麗航空がチャーター便を運航し、彼女らの足を担った。
かつて、日本へも年に1 - 2回の割合で名古屋空港（現：名古屋飛行場）と新潟空港にチャーター便が乗り入れ、在日朝鮮人の祖国訪問やマツタケの輸入、日本人などの観光客の輸送手段として活用されていたが、乗り入れ機材のツポレフTu-154Bが日本の騒音基準に適合しなくなった上に、北朝鮮の核開発に対する制裁もあり2002年以後は一度も乗り入れていない。なお、新東京国際空港（現名称：成田国際空港）へは、1985年に行われたユニバーシアード神戸大会へ選手団を送るため、一度だけイリューシンIl-62による特別便を運航したことがある。
2006年11月22日・12月1日・12月10日の計3回にわたり、初めて中国大連空港との間にチャーター便を運航した。これは、主に在日本朝鮮人総聯合会関係者を乗せるために運航したと説明し、現時点では再運航の予定は無い模様である。
2016年9月には、元山空港で開催された元山国際親善航空フェスティバルの開催に合わせてIl-18やTu-154などによる平壌国際空港発着のチャーター便が運航された。前年にも行われている。

## サービス

### 機内
国際線はエコノミークラス（Y,B）とビジネスクラス（C）の3クラスが設定されている。各クラスに於いて機内食や飲料の提供と免税品機内販売、スクリーンでの各種映像放映、新聞・雑誌閲覧サービスが行われている。客室乗務員の制服（女性）は2014年までに変更され、紺色を基調とした現代的なミニスカートスーツとなっている。

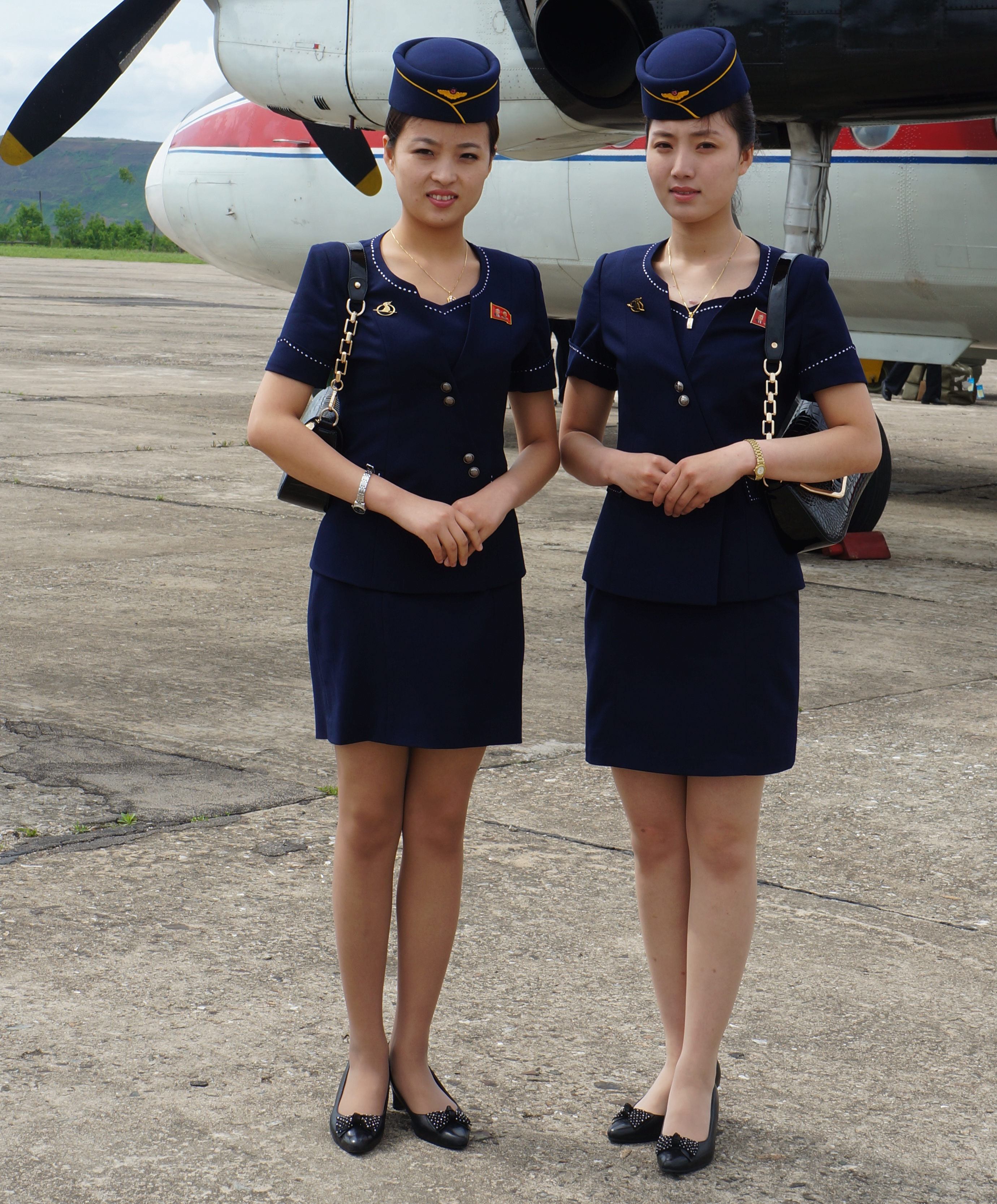
客室乗務員（2014年）
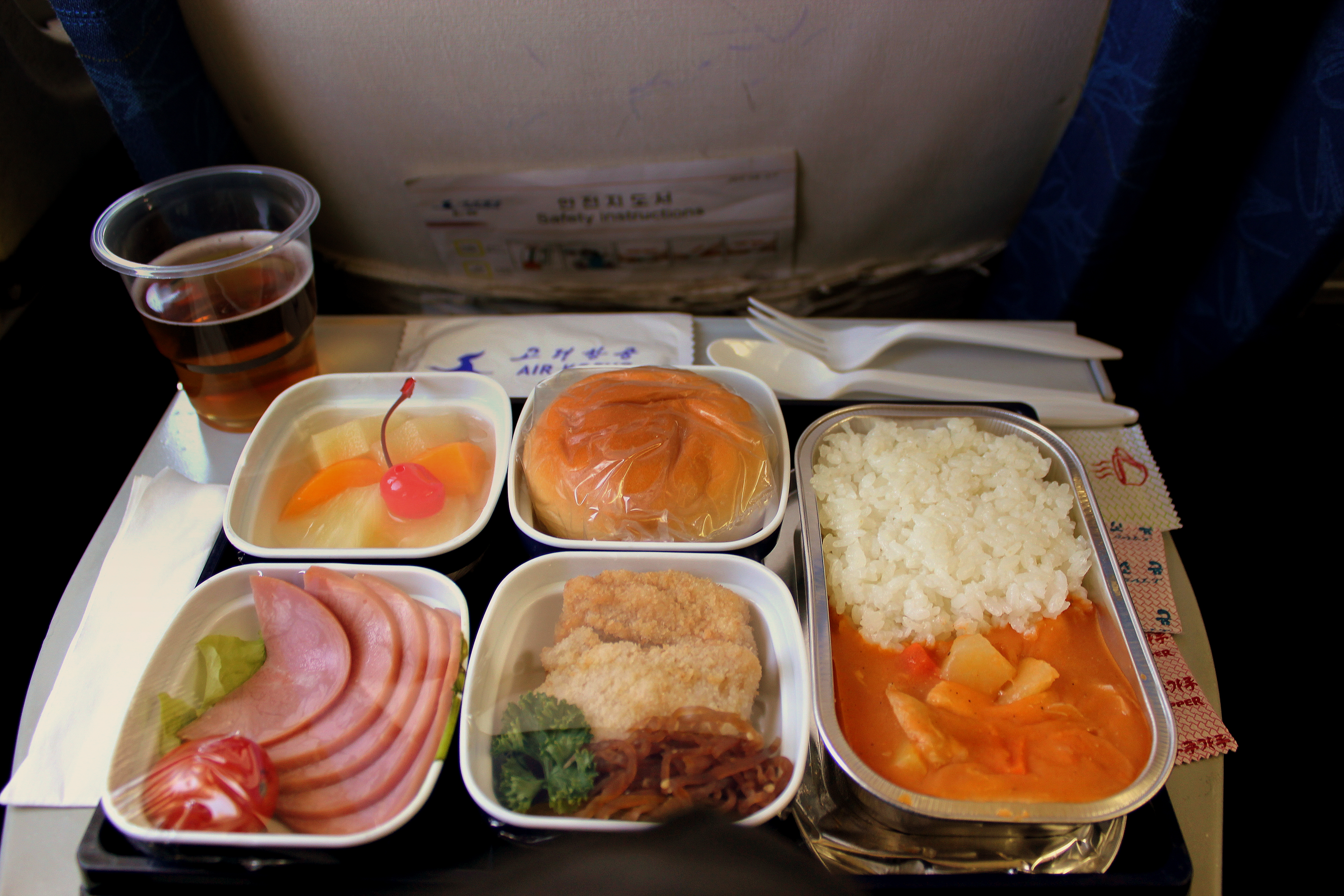
国際線Y機内食（2012年）
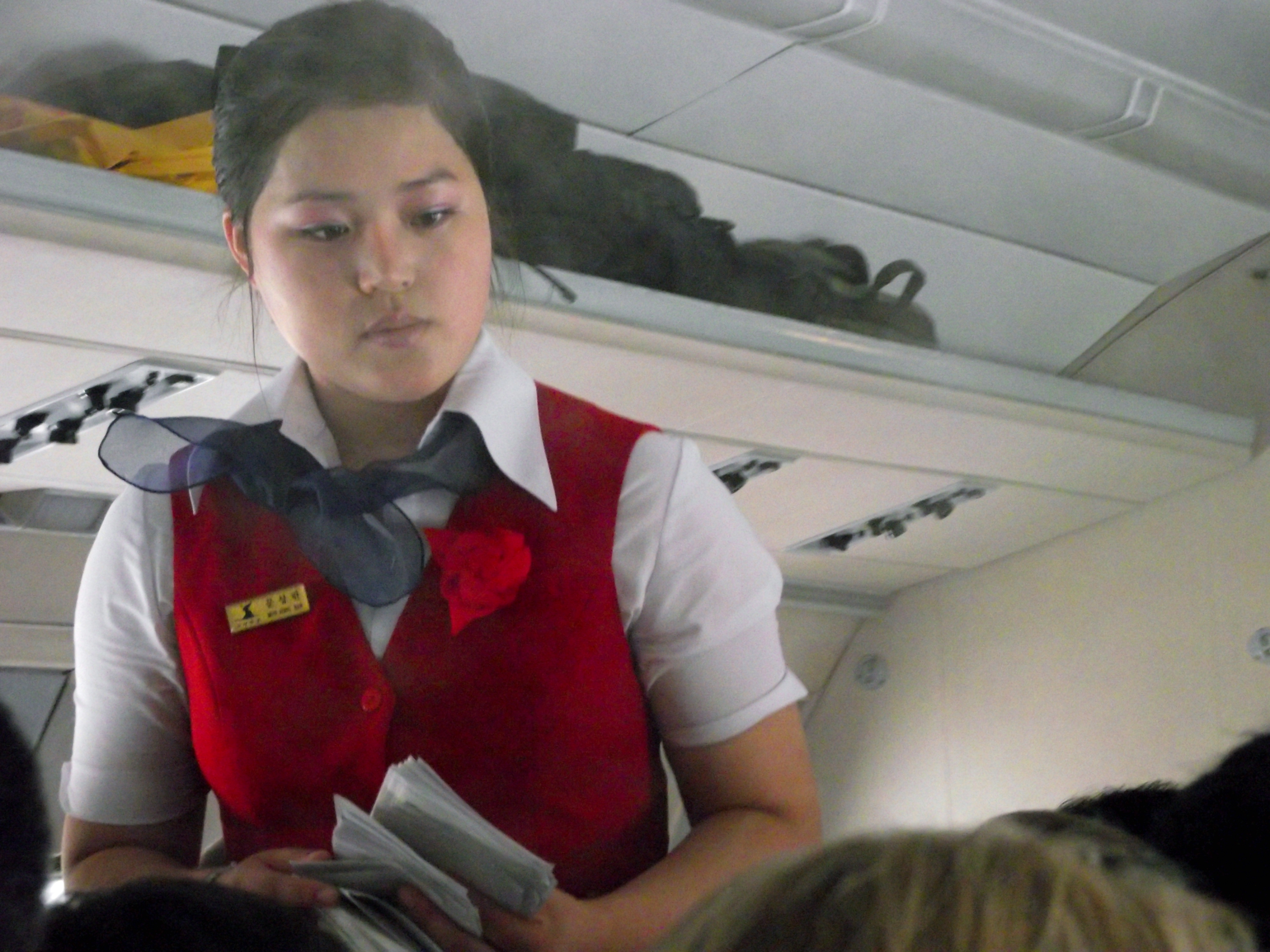
客室乗務員（2011年）
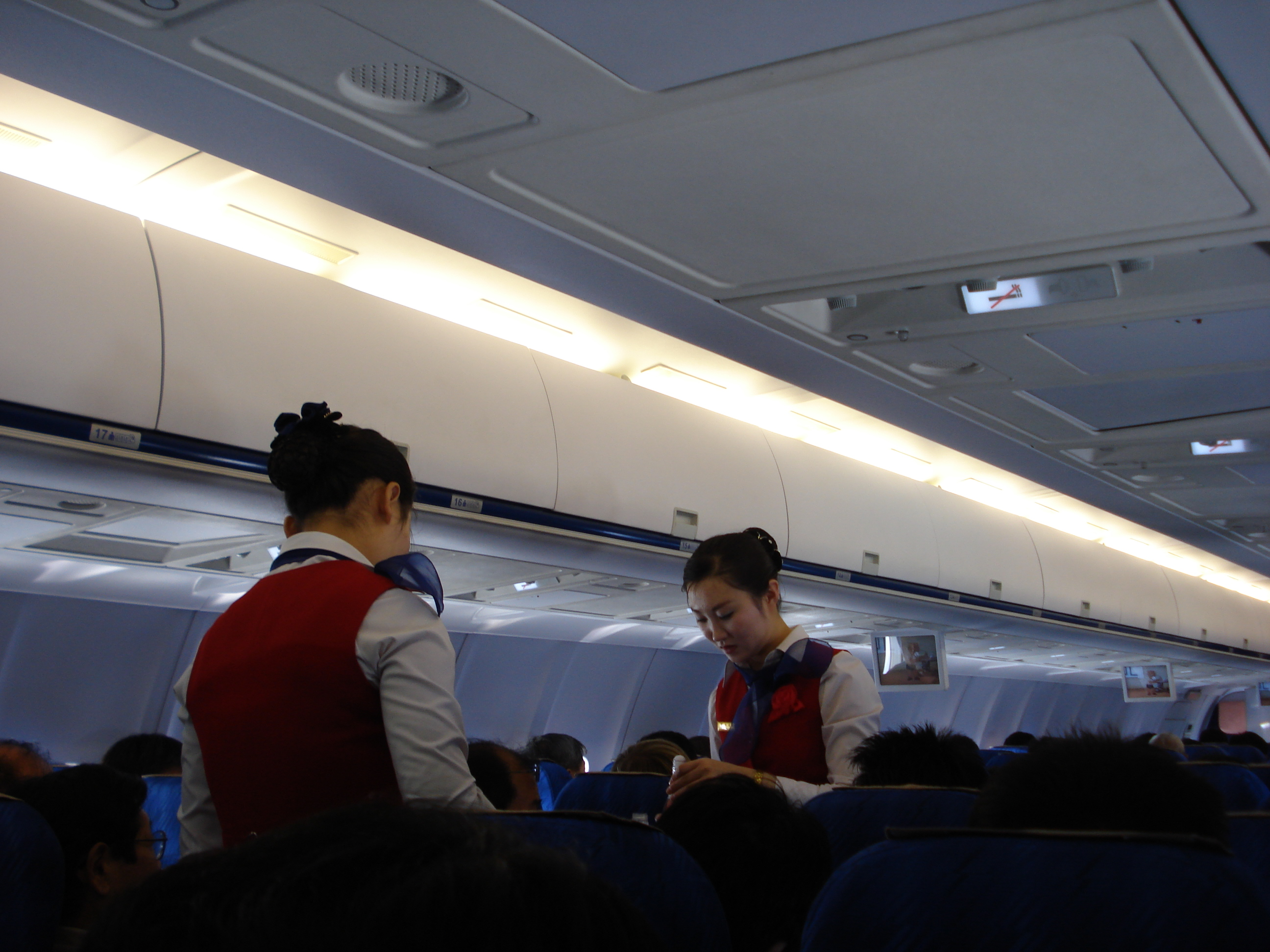
Tu-204の機内（2010年）
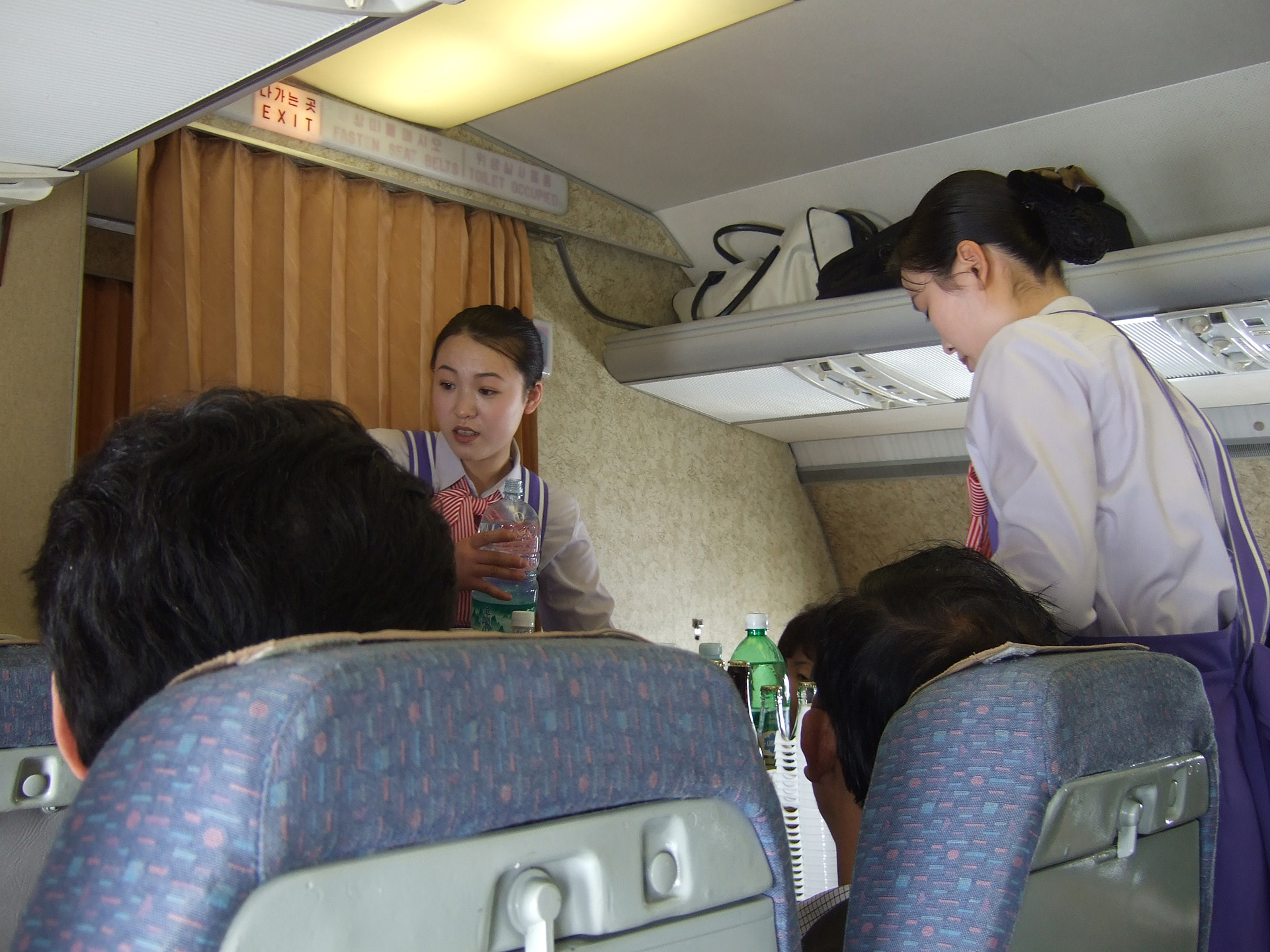
Tu-154B-2の機内（2007年）

### 各種規定
- 受託手荷物は最大20kg（ビジネスクラスは30kg）まで。機内持込み手荷物は1つのみ[34]。爆発物・燃料などの積載は禁止。また、北朝鮮国内への持込自体が禁止されているものも持ち込めない[35]。
- 出発72時間前までのリコンファームが必要[36]。
- 2歳未満の幼児はひざに抱くことを条件に成人の10%の料金。2歳以上12歳以下の子供は成人の75%の料金[37]。
- 搭乗手続きは出発の90分前までに行う[38]。

### 予約方法
国外からは同社カウンターおよび同社代理店で予約・購入できる。オンライン予約は2012年8月から開始した。いずれも電子航空券（eチケット）である。

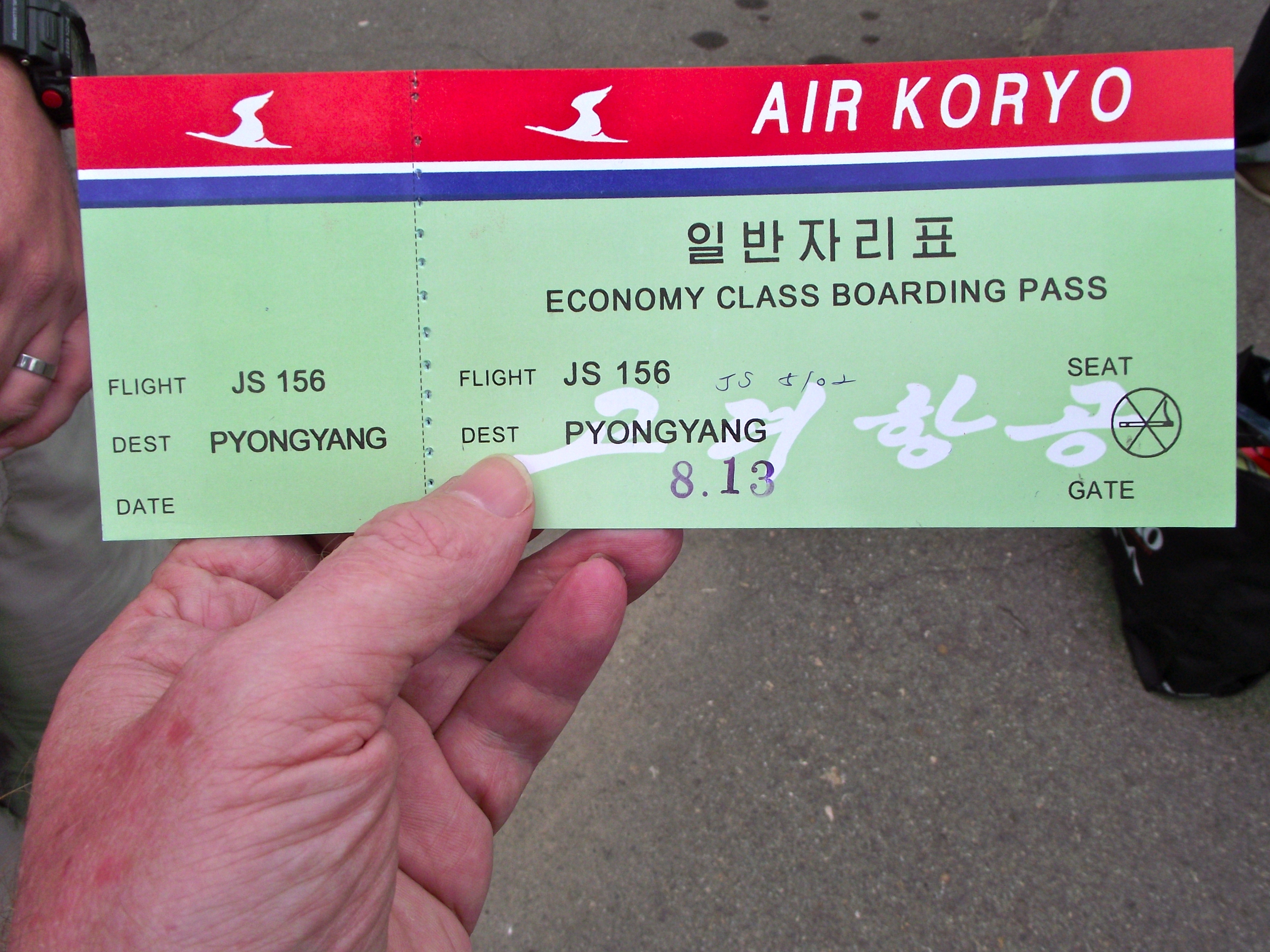
瀋陽発平壌行き搭乗券（2011年）
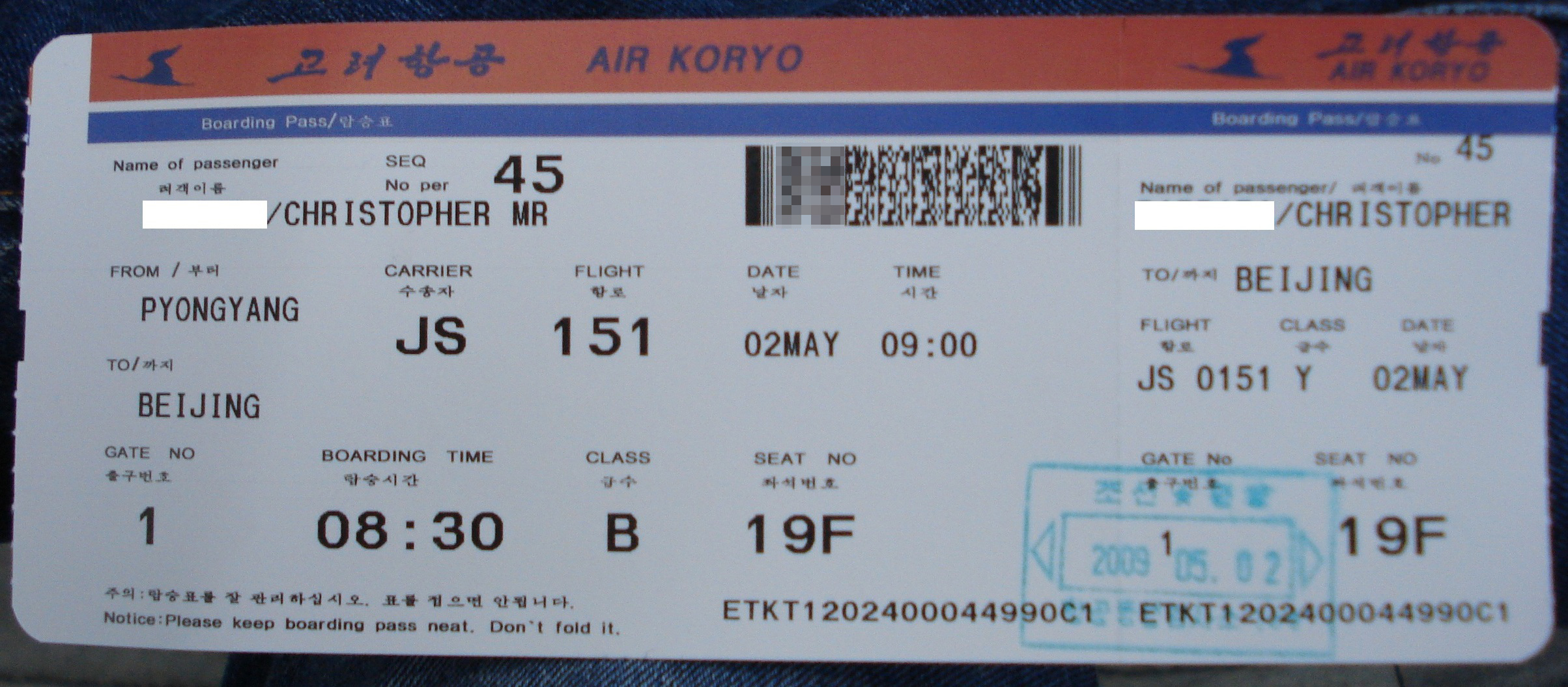
平壌発北京行き搭乗券（2009年）

### 事業所
- 本社事務所（高麗航空予約事務所）
平壌市中区域東城洞北緯39度01分12秒 東経125度43分51秒 / 北緯39.0200度 東経125.7309度
- 国外事務所
  -  中国
    - 北京、上海、瀋陽

  -  ロシア
    - モスクワ
    - ウラジオストク

  -  ドイツ
    - ベルリン

  -  クウェート
    - クウェート市
- 総代理店
  -  日本
    - 東京都台東区上野・中外旅行社

## 航空事故
- 1983年7月1日 : ギニアのコナクリに向かっていた朝鮮民航の不定期便（Il-62M、機体記号P-889）がギニア山中に墜落、乗員乗客23名全員が死亡したとの報告があった[41]（1983年朝鮮民航Il-62墜落事故）。
- 2006年8月15日 : 14:00頃、北京発平壌行きのJS152便（Tu-154、機体記号：P-551とP-561のいずれかと思われる）が悪天候の中、平壌順安国際空港への着陸に失敗、ハードランディング状態になった。慌てて機首上げ（フレア）をしようとしたが失敗、滑走路と安全地帯を逸脱して空港敷地内の藪の中で停止した。金日成の誕生日を祝うアリラン祭の時期で満席状態であったが、外国人を含む全ての乗客は無事であった。機体への被害についての詳細は不明だが、機首脚（前輪の支柱）およびその胴体への取り付け部分に深刻なダメージがあったとの情報もある[42][43][44]。
- 2007年3月6日 : 9:20頃、平壌発北京行きのJS151便（Tu-154、機体記号：P-561）が北京首都国際空港への着陸時に左の主脚から出火、そのまま第2ターミナルに到着し、10分後に地上係員の消火器や背広で消し止められた。原因は着陸時の速度超過とタイヤの老朽化とみられている。乗員乗客にけがはなかった。事故機の被害は軽微で、タイヤの交換だけで復旧した[45][46]。
- 2016年7月22日 : 午前8時50分頃、平壌から北京に向かっていたJS151便が飛行中、機内に煙が発生し、瀋陽桃仙国際空港に緊急着陸した[47]。

### 未確認の事故報道
韓国の朝鮮日報は、1970年以降以下のような事故があったと報じているが、公式には確認されていない。
- 1970年8月 : 旅客機が墜落、搭乗者全員死亡。
- 1970年代 : 旅客機が離陸中に墜落、ピバダ歌劇団など搭乗者100人余死亡。
- 1984年2月 : ソ連に向かっていた旅客機が墜落、搭乗者全員死亡。